# 擂沙圆
擂沙圆，是一种流行于上海的传统豆沙馅甜品，属汤团的一种，创制于清朝末年的上海三牌楼地区，是上海乔家栅食府的风味名点之一。

## 简介
上海三牌楼一带一雷姓老太，为了让汤圆更好的携带与存放，创造性的在煮熟的汤圆表面滚干粉的办法，后人为了纪念她，将这种汤圆取名为擂沙圆。擂沙圆制作最有名的乔家栅点心店选用崇明县大红袍赤豆煮熟后磨成沙，晒干后形成紫红色粉状，然后，将包裹有鲜肉、豆沙或芝麻等各式馅心的糯米汤团煮熟，沥干水分，滚上一层豆沙粉。